# Picramnia campestris
Picramnia campestris är en tvåhjärtbladig växtart som beskrevs av Carlos Toledo Rizzini och Occhioni. Picramnia campestris ingår i släktet Picramnia och familjen Picramniaceae. Inga underarter finns listade.